# Karl Wienert

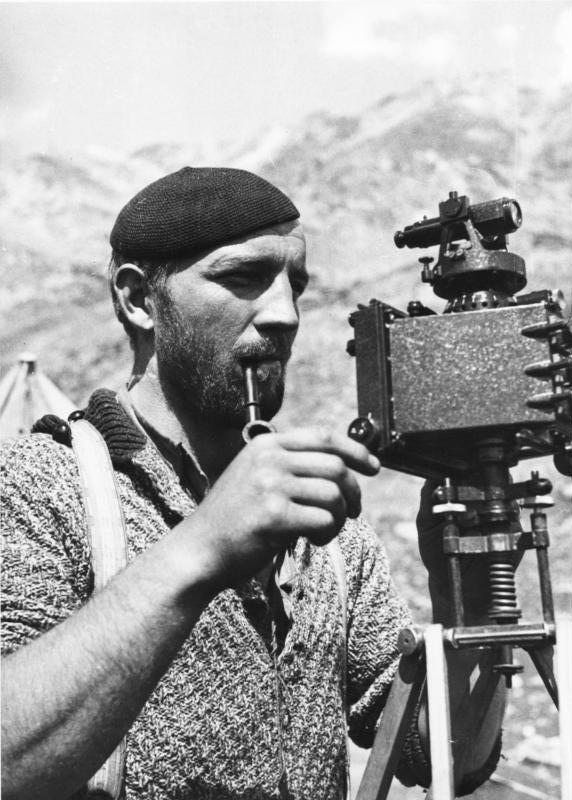
Karl Wienert, 1938

Karl Wienert (Serpallen, 30 marzo 1913 – Prussia Orientale, 24 agosto 1992) è stato un geofisico tedesco.

## Biografia
Wienert ha studiato geofisica e ha ottenuto il dottorato a Königsberg nel 1936, dove successivamente è stato assistente alla stazione geofisica.

## La spedizione tedesca in Tibet (1938-1939)
Nel 1938/39 partecipò alla spedizione del Tibet di Ernst Schäfer e intraprese le misurazioni geomagnetiche sull'Himalaya. 
Stando a quanto riportato nei diari di Schäfer, Wienert si dedicava alla rilevazione dell'entità del campo magnetico. Il magnetismo all'inizi del secolo veniva percepito come una forza quasi esoterica presente su tutto il globo e in grado di conferire particolari poteri a determinate aree. Ma alla spedizione il geomagnetismo interessava perché consentiva di capire la composizione del terreno. Il ruolo dunque del ricercatore era quella di cercare una cavità sotterranea in accordo con le teorie esoteriche di Madame Blavatsky.

## L'adesione al nazismo
In seguito rimase assistente di Schäfer aderendo pure lui alle Ahnenerbe, anche quando fondò l'Istituto Sven Hedin. 
Durante la guerra, su iniziativa di Heinrich Himmler, gli fu assegnato l'infruttuoso compito di cercare un giacimento d'oro nei depositi sedimentari dei fiumi bavaresi Inn e Isar, lavori coordinati da Josef Wimmer che in seguito diventò capo del dipartimento di geologia applicata Ahnenerbe.

## Carriera nel dopoguerra
Dopo la guerra, lavorò come geofisico in Pakistan. Tra le altre cose, in quel luogo costruì un osservatorio geomagnetico. 
Nel 1954 partecipò alla spedizione himalayana dell'alpinista Mathias Rebitsch sul Karakorum.
Dal 1958 in poi diresse l'Osservatorio di magnetismo terrestre dell'Università di Monaco a Fürstenfeldbruck in Baviera. 
L'osservatorio fu trasferito all'Università di Monaco nel 1938 dall'Accademia delle scienze bavarese.